# Alfred Ainger
Alfred Ainger (Londres, 9 de fevereiro de 1837 — Londres, 8 de fevereiro de 1904) foi um biógrafo e crítico inglês.

## Biografia
Filho de um arquiteto em Londres, Ainger foi educado na University College School, no King's College de Londres e no Trinity College de Cambridge. Foi ordenado em 1860, para um curato em Alrewas, próximo a Rugeley. Ali permaneceu até 1864, quando se tornou mestre assistente na Sheffield Collegiate School. Sua ligação com a Igreja do Templo, em Londres, começou em 1866, quando foi nomeado leitor, e em 1894 sucedeu o Dr. Vaughan como mestre. Em 1887 foi nomeado cônego da catedral de Bristol, e capelão da rainha Vitória e do rei Eduardo VII.
Escreveu as memórias de Thomas Hood e George Crabbe, mas é mais conhecido por sua biografia de Charles Lamb e sua edição das obras de Lamb em 6 volumes (1883-1888).

## Obras selecionadas
- Crabbe(1903), na série English Men of Letters
- Charles Lamb(1908)
- The Letters of Charles Lamb; Vol - II
- Lectures and essays (Volume 1)
- Lectures and essays (Volume 2)